# A Time of Revelation
A Time of Revelation è un album raccolta del gruppo musicale rock britannico Uriah Heep, pubblicato nel 1996.

## Tracce
1. Gipsy – 3:55
2. Come Away Melinda – 3:35
3. Dreammare – 4:07
4. Wake Up – 3:51
5. Here I Am – 3:38
6. Time Up – 2:18
7. Lady in Black – 2:57
8. July Morning – 5:31
9. Look at Yourself – 3:39
10. The Wizard – 2:57
11. Traveller in Time – 5:31
12. Easy Living – 3:39